# Королёв, Николай Фёдорович
Никола́й Фёдорович Королёв (14 марта 1917, Москва — 12 марта 1974, Москва) — советский боксёр и тренер. Четырёхкратный абсолютный чемпион СССР (1936—1937 и 1945—1946). Девятикратный чемпион СССР (1936—1939, 1945—1949). Заслуженный мастер спорта СССР (1942). Выдающийся боксёр СССР (1948). Отличник физической культуры (1948).
Участник Великой Отечественной войны, партизан.
Чемпион III летней рабочей олимпиады в Антверпене (1937).

## Биография

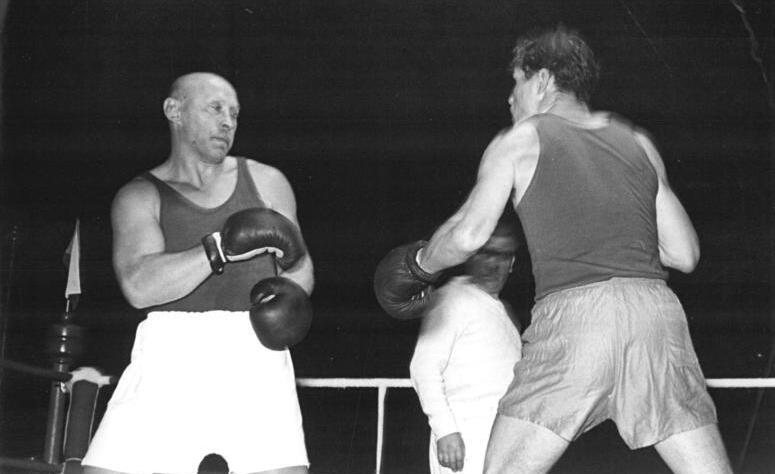
Королёв (слева) против Радемахера (ЧССР)

Родился 14 марта 1917 год] в Москве. После окончания школы работал на заводе «Нефтьгаз».
Путь Николая Королёва в большой спорт начался в 1933 году под руководством Ивана Степановича Богаева — одного из зачинателей советского бокса. Вскоре Николай поступил в техникум физической культуры при Парке культуры и отдыха имени Сталина и стал тренироваться у Константина Градополова, а затем у Аркадия Георгиевича Харлампиева.
22 октября 1936 года в Москве в здании цирка на Цветном бульваре впервые разыгрывалось звание абсолютного чемпиона СССР по боксу. Противником Королёва, выступавшего за московский «Спартак», был очень сильный и опытный Виктор Михайлов. Проведя 6 раундов по 3 минуты, Николай стал первой перчаткой Советского Союза.
В 1937 году он победил на Всемирной рабочей Олимпиаде в Антверпене, нокаутировав двух противников в первом раунде. 25 октября 1937 года в бою за звание абсолютного чемпиона СССР 1937 года Королёв вновь победил Виктора Михайлова.
Николай окончил школу тренеров, получив один из первых дипломов в Советском Союзе.
В 1939 году Николая призвали на военную службу. Он стал курсантом школы лётчиков-истребителей. Однако из-за полученной тяжёлой травмы стопы в феврале 1941 года Королёв был вынужден уволиться в запас.

18 сентября 1939 года в бою за звание абсолютного чемпиона СССР 1939 года Николай Королёв проиграл по очкам Виктору Михайлову.
Во время Великой Отечественной войны Н. Ф. Королёв служил в отряде Героя Советского Союза полковника Д. Н. Медведева. Он дважды выносил раненого Д. Н. Медведева с поля боя. В послевоенные годы Николай Фёдорович более 10 лет служил на Северном флоте.
С 1942 года Королёв снова выходил на ринг. В мае 1942 года победил на чемпионате Москвы в тяжёлом весе. В августе 1942 года на матче бокса в Москве победил по очкам Андро Навасардова. В 1943 году участвовал в Абсолютном первенстве СССР по боксу, но проведя только два поединка и победив в обоих, досрочно выбыл из турнира из-за повреждение руки.
На чемпионате СССР 1944 года завоевал серебряную медаль, уступив в финале Андро Навасардову. В том же 1944 году в трудном поединке с Евгением Огуренковым он вернул звание абсолютного чемпиона СССР, а в 1945 году повторил это достижение. В 1946 году Н. Ф. Королёв стал победителем международных турниров в Хельсинки и Праге, в 1956 — чемпионом I Спартакиады народов РСФСР.
Умер 12 марта 1974 года. Похоронен на Введенском кладбище (29 уч.).

### Семья
Был неоднократно женат. Дочери: Светлана, Ольга, Надежда.

## Спортивные достижения
Международные
- III Летняя Рабочая Олимпиада 1937 года —
- Международный турнир по боксу в Хельсинки 1946 года —
- Международный турнир по боксу в Праге 1946 года —

Всесоюзные
- Абсолютный чемпионат СССР по боксу 1936 года —
- Абсолютный чемпионат СССР по боксу 1937 года —
- Абсолютный чемпионат СССР по боксу 1944 года —
- Абсолютный чемпионат СССР по боксу 1945 года —
- Чемпионат СССР по боксу 1935 года —
- Чемпионат СССР по боксу 1936 года —
- Чемпионат СССР по боксу 1937 года —
- Чемпионат СССР по боксу 1938 года —
- Чемпионат СССР по боксу 1939 года —
- Чемпионат СССР по боксу 1944 года —
- Чемпионат СССР по боксу 1945 года —
- Чемпионат СССР по боксу 1946 года —
- Чемпионат СССР по боксу 1947 года —
- Чемпионат СССР по боксу 1948 года —
- Чемпионат СССР по боксу 1949 года —
- Чемпионат СССР по боксу 1951 года —
- Чемпионат СССР по боксу 1952 года —
- Чемпионат СССР по боксу 1953 года —

Региональные
- Чемпионат Москвы 1934 года —
- Чемпионат Москвы 1936 года —

### Спортивные звания
- Заслуженный мастер спорта СССР (1942)
- «Выдающийся боксёр СССР»

## Награды
- Орден Красного Знамени

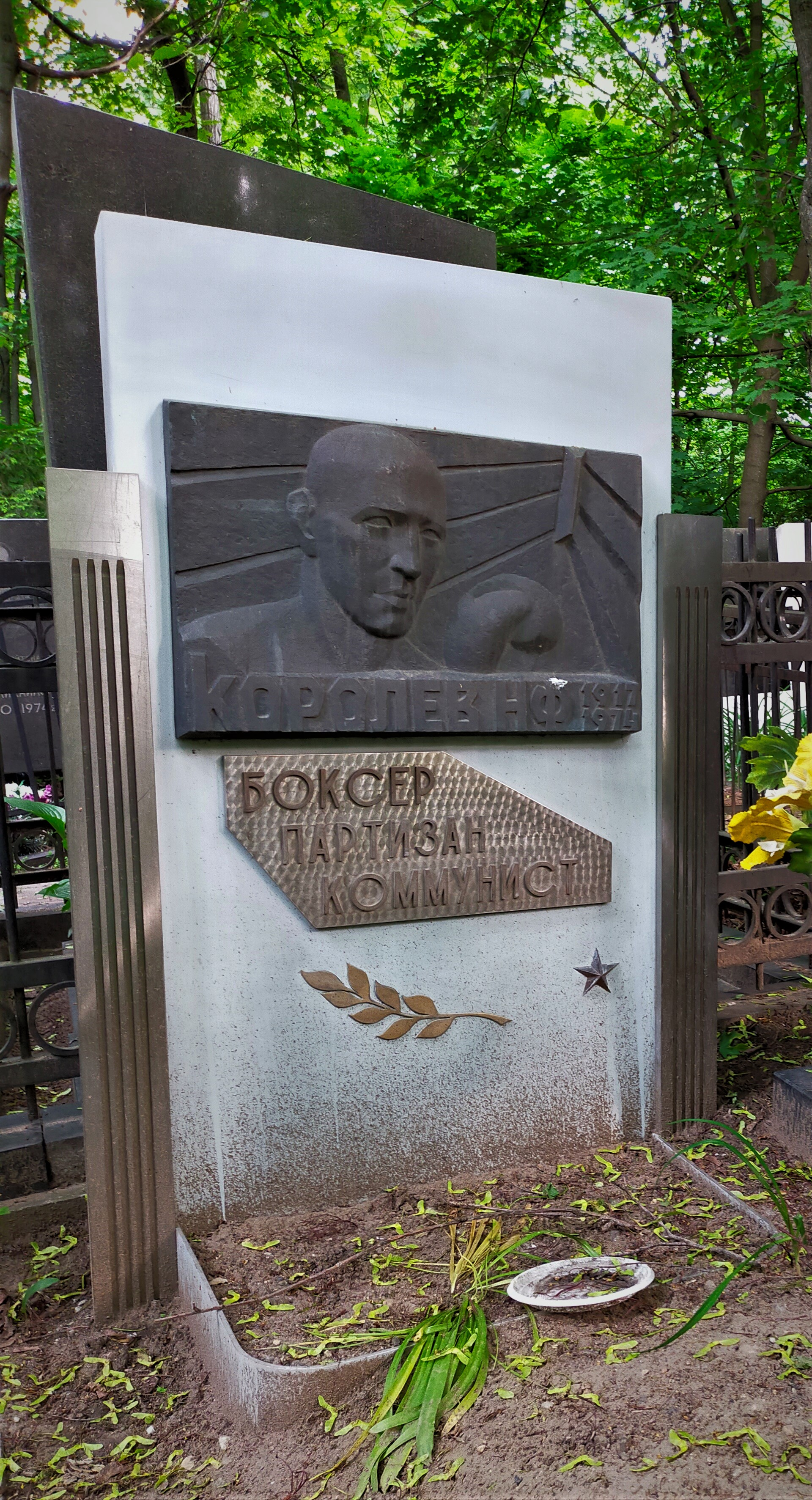
Могила Н. Ф. Королёва на Введенском кладбище

- Орден Трудового Красного Знамени (27.04.1957) — «за успехи, достигнутые в деле развития массового физкультурного движения в стране, повышения мастерства советских спортсменов, и успешное выступление на международных соревнованиях»
- Медаль «Партизану Отечественной войны» I степени

## Память
- В Брянске проводится Международный (ранее Всесоюзный) мемориал по боксу имени Николая Фёдоровича Королёва. Первый мемориал состоялся в 1974 году, однако в период с 1985 по 2002 год соревнования не проводились и были возобновлены лишь в 2002 году.
- В 1977 году Министерство связи СССР выпустило художественный маркированный конверт к 60-летию со дня рождения Н. Ф. Королёва.

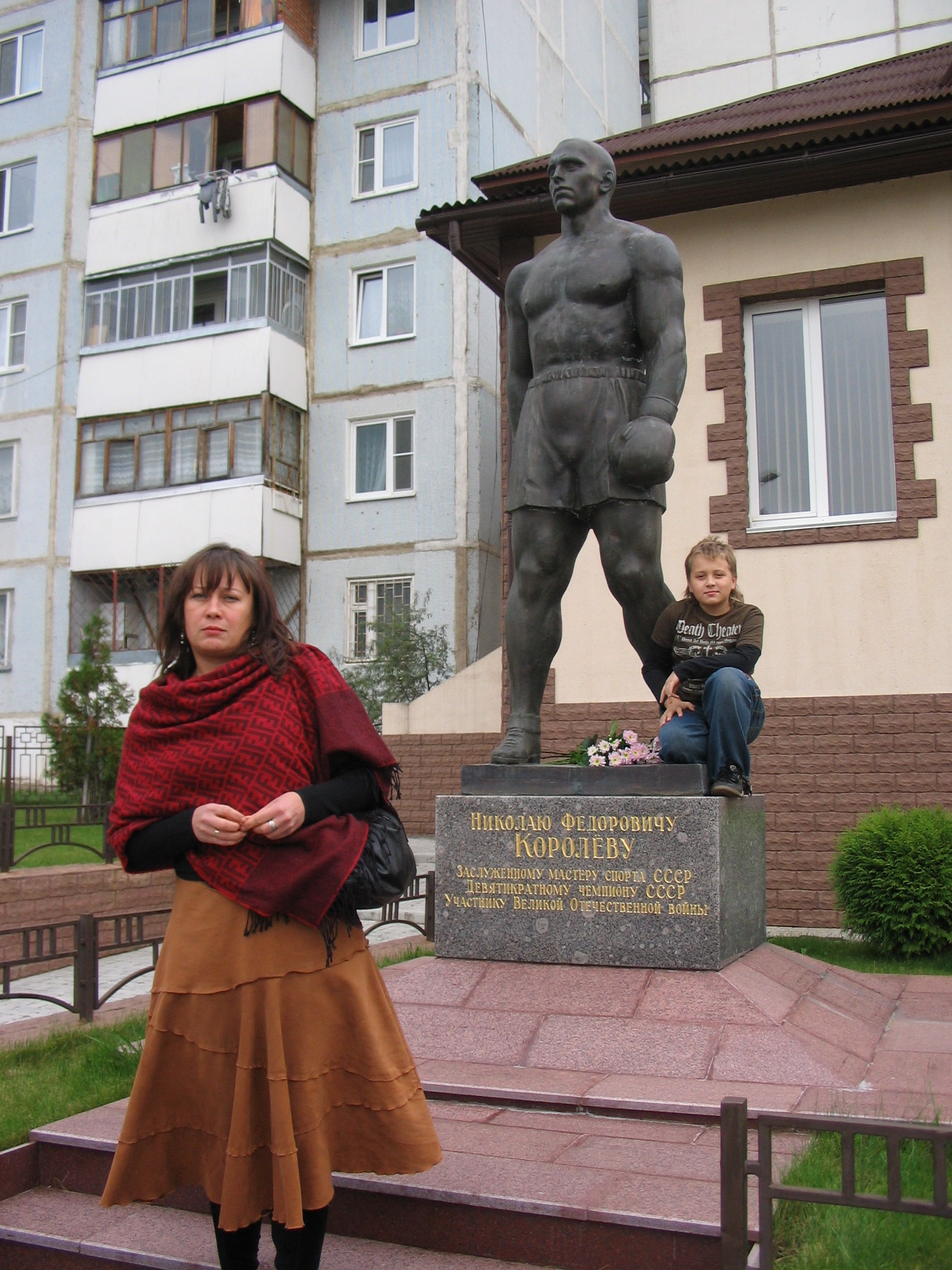

- 06 ноября 2005 года в г. Чехов, Московская область около спортивной школы бокса «Витязь» имени А.В. Поветкина открыт памятник Н.Ф. Королёву работы В.М. Клыкова.
- Улица в Брянске[8]
- 12 января 2024 года в Москве, в Российском университете спорта «ГЦОЛИФК» на «Аллее героев спорта» установлен бюст Н.Ф. Королева.

## Сочинения
- Отряд особого назначения. — М.: Изд-во ДОСААФ, 1968.
- На ринге. — М.: Молодая гвардия, 1950.
- Тугие канаты ринга. — М.: Советская Россия, 1970.